# NGC 3937
NGC 3937 (również PGC 37219 lub UGC 6851) – galaktyka eliptyczna (E-S0), znajdująca się w gwiazdozbiorze Lwa. Odkrył ją William Herschel 27 kwietnia 1785 roku.